# Autobiografie (Isaac Asimov)
Autobiografie (1994) (titlu original I. Asimov: A Memoir) este o carte autobiografică a scriitorului american Isaac Asimov, apărut postum. Cartea a fost recompensată cu premiul Hugo pentru non-fiction în același an.

## Conținut
Spre deosebire de primele două autobiografii - In Memory Yet Green (1979) și In Joy Still Felt (1980) - care fuseseră strict cronologice, Asimov a fost îndemnat de soția sa, Janet să prezinte în acest volum "o retrospectivă în care faptele să fie secundare, pe primul loc trecând ideile . . ., reacțiile, filozofia asupra vieții și altele de acest fel".
În carte se regăsesc astfel detalii despre copilăria sa petrecută în magazinul tatălui său, în care își împărțea timpul între munca de acolo, studiul pentru școală și răsfoirea revistelor pulp. Urmează primele încercări literare și cele două colaborări care aveau să îi marcheze pentru totdeauna viața și cariera scriitoricească: cea cu John W. Campbell și cea cu editura Doubleday. Apar descrieri succinte ale personalităților marcante ale SF-ul mondial (majoritatea din Epoca de Aur), printre care se numără Frederik Pohl, Cyril M. Kornbluth, Robert A. Heinlein, L. Sprague de Camp, Clifford D. Simak, Jack Williamson, Lester del Rey, Theodore Sturgeon, Arthur C. Clarke, Harlan Ellison, Ben Bova și Robert Silverberg.
Asimov prezintă în linii mari cele două căsnicii ale sale, nesiguranța financiară din primii ani și averea agonisită din momentul în care a devenit scriitor full-time. Sunt prezente operele sale de căpătâi, permițând astfel aflarea modului în care au fost salvate de la anonimat cărți ca Fundația și Eu, robotul, deși în primă fază publicarea lor la Gnome Press prea să îi aducă doar necazuri. Plin de umor, Asimov relatează cum a reluat seria Fundației după 30 de ani, ce premii i-au fost decernate și în ce context, ce implică munca de scriitor, care au fost relațiile cu fanii și cu producătorii de filme și aruncă o privire în interiorul convențiilor SF din acea perioadă.
Jalonând mereu între prezentarea faptelor și gândurile și evenimentele care au stat în spatele unui moment din viață sau al altuia, autorul îl face părtaș pe cititor la hobby-urile sale (printre care se numără poeziile licențioase și povestirile polițiste) și la fobiile pe care le avea.
Finalul cărții îi aparține soției sale, Janet, care relatează ultimele clipe ale scriitorului. În biografia It's Been a Good Life publicată în 2002 - și în care sunt condensate cele trei autobiografii ale lui Asimov - Janet dezvăluie faptul că moartea soțului ei nu a survenit din cauzele prezentate în volumul de față, ci din cauza complicațiilor apărute în urma infectării cu virusul HIV petrecută în timpul unei transfuzii de sânge.

### Capitolele cărții
| - Introducere 1. Copil genial? 2. Tatăl meu 3. Mama mea 4. Marcia 5. Religia 6. Prenumele meu 7. Antisemitismul 8. Biblioteca 9. Șoarece de bibliotecă 10. Școala 11. Adolescența 12. Orarul prelungit 13. Literatura "pulp" 14. Science-fiction 15. Primele încercări literare 16. Umilirea 17. Eșecul 18. The Futurians 19. Frederik Pohl 20. Cyril M. Kornbluth 21. Donald A. Wollheim 22. Primele vânzări 23. John W. Campbell, Jr. 24. Robert A. Heinlein 25. Lyon Sprague de Camp 26. Clifford D. Simak 27. Jack Williamson 28. Lester del Rey 29. Theodore Sturgeon 30. Facultatea 31. Femeile 32. Suferind din dragoste 33. "Căderea nopții" 34. Declanșarea Celui de-al Doilea Război Mondial 35. Master of Arts 36. Pearl Harbour 37. Căsătoria și problemele 38. Rudele soției 39. NAES 40. Viața la sfârșitul războiului 41. Jocurile 42. Acrofobia 43. Claustrofobia 44. Diploma Ph.D. și oratoria 45. Postdoctoratul 46. În căutare de slujbă 47. Cei Trei Mari 48. Arthur C. Clarke 49. Din nou despre familie 50. Primul roman 51. În sfârșit, o slujbă 52. Doubleday 53. Gnome Press 54. Facultatea de Medicină a Universității Boston 55. Articolele științifice 56. Romanele 57. Non-ficțiunea 58. Copiii 59. David 60. Robyn 61. Ad-hoc 62. Horace L. Gold 63. Viața în mijlocul naturii 64. Automobilul 65. Concediat! 66. Prolificitatea 67. Problemele de scriitor 68. Criticii 69. Umorul 70. Sexul și cenzura în literatură 71. Apocalipsa 72. Stilul 73. Scrisorile 74. Despre plagiat 75. Convențiile science-fiction 76. Anthony Boucher 77. Randall Garrett 78. Harlan Ellison 79. Hal Clement 80. Ben Bova 81. Cu ochii închiși 82. Rămas bun, science-fiction! 83. The Magazine of Fantasy and Science Fiction | 84. Janet 85. Romanele polițiste 86. Lawrence P. Ashmead 87. Supraponderal 88. Alte convenții 89. Călăuza în lumea științei 90. Indexurile 91. Titlurile 92. Culegerile de articole 93. Cărțile de istorie 94. Biblioteca de referință 95. Colecția Universității Boston 96. Antologiile 97. Prezentările 98. Propriile mele premii Hugo 99. Walker & Company 100. Eșecurile 101. Adolescenții 102. Al Capp 103. Oazele 104. Judy-Lynn del Rey 105. Biblia 106. A o suta carte 107. Moartea 108. Viața după moarte 109. Divorțul 110. A doua căsătorie 111. Călăuza în lumea lui Shakespeare 112. Adnotările 113. Noile rude 114. Spitalizările 115. Croazierele 116. Cărțile lui Janet 117. Hollywood 118. Convențiile Star Trek 119. Povestirile polițiste 120. Trap Door Spiders 121. Mensa 122. Dutch Treat 123. Baker Street Irregulars 124. Societatea Gilbert & Sullivan 125. Alte cluburi 126. American Way 127. Institutul Rensselaerville 128. Mohonk Mountain House 129. Călătoriile 130. Călătoriile în străinătate 131. Martin Harry Greenberg 132. Isaac Asimov's Science Fiction Magazine 133. Autobiografia 134. Preinfarctul 135. Crown Publishers 136. Simon & Schuster 137. Chestiunile mărunte 138. Nightfall, Inc. 139. Hugh Downs 140. Best-seller-ul 141. Ecorui din trecut 142. Procesorul de texte 143. Poliția 144. Heinz Pagels 145. Noile romane cu roboți 146. Din nou despre Robyn 147. Operația pe cord 148. Azazel 149. Călătorie fantastică II 150. Limuzinele 151. Umaniștii 152. Vârsta pensionării 153. Din nou despre Doubleday 154. Interviurile 155. Omagiile 156. Neamurile din Rusia 157. Grand Master 158. Cărțile pentru copii 159. Romanele recente 160. Înapoi la non-ficțiune 161. Robert Silverberg 162. Cercul de umbre 163. Șaptezeci de ani 164. Spitalul 165. Noua autobiografie 166. Noua viață - Epilog, de Janet Asimov |